# Parafia św. Michała Archanioła w Grodkowie
Parafia św. Michała Archanioła w Grodkowie – rzymskokatolicka parafia w Grodkowie. Parafia należy do dekanatu Grodków w diecezji opolskiej. 

## Historia parafii
Parafia została założona w XIII wieku. Informacje o parafii pochodzą z rejestru dziesięcin archiprezbiteratu brzeskiego. Jej obecnym proboszczem jest ks. Stanisław Janowiak (CM). Mieści się przy ulicy Warszawskiej. Prowadzona przez Zgromadzenie Księży Misjonarzy św. Wincentego a Paulo. 

## Zasięg parafii
Do parafii należą wierni z następujących miejscowości: Grodków, Lubcz, Nowa Wieś Mała, Polana, Tarnów Grodkowski i Wojsław.

## Inne kościoły i kaplice
- Kościół św. Marcina w Lubczy,
- Kościół św. Anny w Tarnowie Grodkowskim,
- Kościół Wszystkich Świętych w Wojsławiu,
- Kaplica szpitalna św. Krzyża w Grodkowie.

### Zgromadzenia i zakony
- Lazaryści – Zgromadzenie Księży Misjonarzy św. Wincentego a Paulo (CM).

## Duszpasterze
- ks. Stanisław Janowiak – proboszcz i superior[2],
- ks. Andrzej Siemiński – wikariusz i ekonom,
- ks. Jerzy Młynek,
- ks. Piotr Szczepański – katecheta,
- ks. Krzysztof Krysiński – katecheta[2].

## Proboszczowie po 1945 roku
- ks. Roman Szemraj
- ks. Henryk Zapiór
- ks. Piotr Kwaśniewski
- ks. Jan Ciszowski
- ks. Michał Pająk
- ks. Henryk Surma
- ks. Augustyn Konsek
- ks. Stanisław Matuszewski
- ks. Tadeusz Sroka
- ks. Zdzisław Góra
- ks. Marian Oleksy
- ks. Arkadiusz Markowski
- ks. Stanisław Janowiak (od 2024)

## Wspólnoty i grupy parafialne
- Krucjata Maryjna
- Liturgiczna Służba Ołtarza
- Apostolat Maryjny
- Róże Żywego Różańca
- Caritas
- Rodziny Szensztackie
- Rada Parafialna
- Koło Przyjaciół Misji[2]